# R297公路 (俄羅斯)
R297聯邦公路，又稱阿穆爾公路（Амур），是俄羅斯一條幹線公路，2010年鋪路工程宣告完成。，連接赤塔和哈巴羅夫斯克，全長2,100公里。也是西伯利亞公路的一部分，也是泛亞公路AH30的一部分。